# Букварка
Бу́кварка, з 1752 по 1754 — Вуковар (серб. Вуковар) — село в Україні, в Олександрівській селищній громаді Кропивницького району Кіровоградської області. Населення становить 367 осіб. Колишній центр Букварської сільської ради.

## Історія
У 1752–1764 роках тут знаходилась 12 рота новосербського Гусарського полку (кінного). Інші назви села: Крутоярський шанець, Буковарь, Буковар, Вуковарь (сербський аналог — Вуковар).
Станом на 1772 рік, у Вуковарському шанці існувала дерев'яна однопрестольна Дмитрівська церква, священиками якої були Дем'ян Васильєв (з 1759 року) та Афанасій Яковлев (з 1760 року). Церква підпорядковувалась Новомиргородському духовному Правлінню.

## Населення
Згідно з переписом УРСР 1989 року чисельність наявного населення села становила 407 осіб, з яких 180 чоловіків та 227 жінок.
За переписом населення України 2001 року в селі мешкало 367 осіб.

### Мова
Розподіл населення за рідною мовою за даними перепису 2001 року:
| Мова       | Відсоток |
| ---------- | -------- |
| українська | 97,28 %  |
| російська  | 2,18 %   |
| молдовська | 0,54 %   |

## Використання в популярній культурі
Букварка згадується в реалістичному вірші «Три Дні», Калмицького письменника Дава Көглтин. Там, головний герой твору зустрічається з командиром взводу Комаровим, де вони зупиняються наніч перед наступом на позиції ворога.
«На хуторі Букварка, у лощині, Нечутно розмістились на ночівлю бійці військової охорони.
Коли стемніло, я пробрався до них.

В мене було багато чим поділитися, Про нові зведення, Про війну, Про світ, заповненим війною…»

## Постаті
- Герасимук Олександр Петрович (1989—2023) — солдат збройних сил України, учасник російсько-української війни.